# Jean-Pierre Grallet
Jean-Pierre Grallet OFM (ur. 20 maja 1941 w Rozelieures) – francuski duchowny katolicki, arcybiskup Strasburga w latach 2007-2017.

## Życiorys

### Prezbiterat
Święcenia kapłańskie otrzymał 28 czerwca 1969 w zakonie franciszkanów. Przez wiele lat był duszpasterzem młodzieży. Był także m.in. prowincjałem, kapelanem ruchu Pax Christi oraz dyrektorem prowincjalnego wydziału ds. formacji stałej.

### Episkopat
27 września 2004 papież Jan Paweł II mianował go biskupem pomocniczym archidiecezji Strasburga, ze stolicą tytularną Dardanus. Sakry biskupiej udzielił mu 23 października 2004 ówczesny arcybiskup Strasburga - Joseph Doré.
21 kwietnia 2007 został mianowany następcą abp. Doré'a na stolicy w Strasburgu. Ingres odbył się 13 maja 2007.
18 lutego 2017 przeszedł na emeryturę.